# Jean-Bédel Bokassa
Jean-Bédel Bokassa (22. veljače 1921. – 3. studenog 1996.), poznatiji kao Bokassa I. ili  Salah Eddine Ahmed Bokassa, predsjednik i poslije car Srednjoafričke Republike.